# Стрілянина в синагозі Галле
Стрілянина в синагозі Галле — терористичний акт, який стався 9 жовтня 2019 року під час єврейського свята Йом-Кіпур. Злочинець намагався проникнути в синагогу під час молитви, проте не зміг проникнути в будівлю та відкрив вогонь на вулиці, вбивши двох людей, перш ніж втік з місця злочину. Стрілець транслював свої дії на камеру.

## Події
Під час святкування Йом-Кіпур, священного для євреїв дня спокути та посту, у місті Галле у Німеччині стався напад на єврейську громаду. Злочинець, озброєний автоматичною зброєю та вибуховими пристроями, спробував поринути у синагогу, де відбувалися релігійні обряди. Однак, завдяки системі безпеки, двері синагоги залишилися зачиненими, і він не зміг увійти всередину.
Не зумівши проникнути в будівлю, злочинець почав стріляти по перехожих на вулиці та водіям автомобілів. Він убив двох людей та поранив кількох інших. Серед убитих була жінка, яка проходила повз синагогу, і чоловік, який знаходився в безпосередній близькості від місця нападу.
Після нападу поліція оперативно розпочала розслідування інциденту та оголосила про посилення заходів безпеки у низці міст Німеччини. Злочинця було потайки затримано протягом кількох годин після інциденту, і пізніше визнано винним у нападі. Злочинець намагався повторити стрілянину у мечетях Крайстчерча.

## Наслідки
Керівництво Німеччини засудило напад як прояв антисемітизму і закликало до заходів боротьби з цим явищем. Стрілянина в синагозі в Галле також порушила питання щодо необхідності посилення заходів безпеки у єврейських громад у Німеччині та інших країнах. Президент Німеччини Франк-Вальтер Штайнмайєр назвав напад «жорстоким вбивством» і наголосив на важливості боротьби з антисемітизмом у суспільстві.
Нападника засудили до довічного ув'язнення.

## Нападник Стефан Баллієт
Стефан Баллієт (Також Штефан Баллієт) - злочинець, німецький неонацист. У 2019 році вбив 2 людей під час нападу на синагогу в місті Галле.

### Біографія

#### Життя до нападу
Баллієт народився 10 січня 1992 року і виріс у регіоні Німеччини - Саксонія-Ангальт. Навчився поводитися зі зброєю під час служби у німецьких збройних  силах. У віці 22 років він вивчав "молекулярний та структурний дизайн продукту" протягом одного року, а потім протягом одного року хімію в Університеті Галле.

#### Теракт
Баллієт оголосив про свої плани на іміджборді під назвою Meguca, яка була закрита невдовзі після стрілянини. Meguca була іміджбордом для загального обговорення, описаним як "слабко пов'язаним" з аніме-дискусійним форумом 4chan. Der Spiegel описав ці дошки як місця, де користувачі «можуть поринути в картинки та цинічні жарти та анонімно публікувати ультрарадикальні погляди», включаючи женоненависницький, ісламофобський та антисемітський контент. На Meguca Баллієт написав, що останніми роками він робив зброю своїми руками за допомогою 3D-принтера і що кожен бажаючий міг спостерігати за ним у «живому тесті» за посиланням на його пряму трансляцію.
Напад на синагогу в Галлі стався 9 жовтня 2019 року, де Баллієт убив 2 людей. Затриманий Баллієт був того ж дня.
Федеральні слідчі заявили, що Баллієт «майже напевно мав вкрай праві мотиви для злочину». Порівняння проводилися між цією стрільбою та стріляниною у мечеті Крайстчерча, де стрілець транслював свої власні атаки у прямому ефірі на Facebook. Увечері федеральний міністр внутрішніх справ Горст Зеегофер сказав, що це був як мінімум антисемітський напад. Федеральні слідчі назвали напад вкрай правим та антисемітським тероризмом.

#### Суд
Суд пройшов 28 липня 2020 року, де Баллієт був засуджений до довічного ув'язнення.